# Кангулово
Кангу́лово (рос. Кангулово, башк. Ҡанғол) — присілок у складі Калтасинського району Башкортостану, Росія. Входить до складу Амзібашівська сільської ради.
Населення — 14 осіб (2010; 22 у 2002).
Національний склад:
- марійці — 95 %